# Història de Mèxic

Escut de Mèxic

Mèxic és un país de Nord-amèrica i amb més de 100 milions d'habitants, el país castellano-parlant més gran del món. Sent un territori on es van desenvolupar grans civilitzacions ameríndies i colonitzat per Espanya, Mèxic va declarar-ne la independència el 1810, convertint-se en una federació d'estats sobirans.

## Història pre-hispànica
Vegeu Història de Mèxic (Època Precolombina).

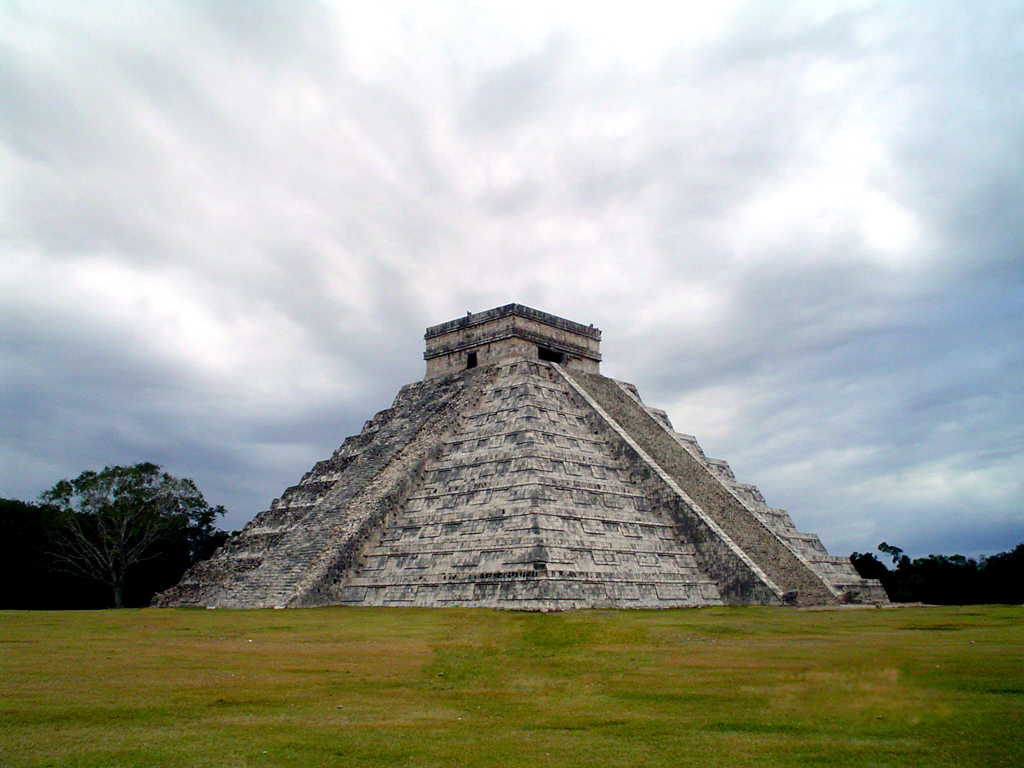
Piràmide de Chichen-Itzá

Diversos pobles nòmada-caçadors van arribar al territori mexicà fa més de 28.000 anys. Els habitants van començar a plantar blat de moro prop del 8000 aC. De fet, es considera que el blat de moro es va originar a Mèxic. Hi ha evidències que mostren l'increment de les activitats agrícoles entre el 1800 i 1500 aC.
Després del 1800 aC. diverses i complexes cultures es van formar; algunes es van desenvolupar en civilitzacions mesoamericanes molt avançades, com ara la civilització olmeca, la civilització de Teotihuacán, la civilització maia, la zapoteca, la mixteca, la huaxteca, la purèpetxa, la tolteca i l'asteca, que seria l'última a desenvolupar-se abans de l'arribada dels espanyols.
Aquestes civilitzacions indígenes van bastir grans ciutats amb temples piramidals, van desenvolupar la ciència de les matemàtiques (els maies, per exemple, van ser la primera civilització del món a utilitzar el concepte del zero), l'astronomia (han sobreviscut impressionants construccions dels observatoris maies), la medicina, l'escriptura, les arts, l'enginyeria i una teologia complexa.
En diferents èpoques, tres ciutats mexicanes es van convertir en les ciutats més grans del món: Teotihuacán, Cholula i Tenochtitlan. Aquestes ciutats, entre moltes altres, van prosperar convertint-se en centres de comerç, militars, ideològics i cerimonials. Llur influència es va estendre a les cultures veïnes.
Encara que s'hi van desenvolupar diverses ciutats estats, regnes i imperis, els quals van competir els uns contra els altres per poder i prestigi, són quatre les civilitzacions les més importants i les que van unir i dominar les altres cultures del centre de Mèxic durant la seva època de major influència: la civilització olmeca, la civilització de Teotihuacán, la civilització tolteca, i finalment, la civilització asteca. La influència d'aquestes, fins i tot, va arribar a les regions del sud-est de Mèxic i de l'Amèrica Central. La civilització maia, va ser molt influent, al sud-est de Mèxic i a l'Amèrica Central, però, a l'època de l'arribada dels espanyols, aquesta cultura ja havia començat a decaure, i estava sota el domini dels asteques.
En el segle xiv els asteques, originalment un poble nahua, es van establir al centre de Mèxic, i obeint les ordres del seu déu van construir la ciutat de Tenochtitlan, en una illa enmig del llac de Texcoco, al centre de Mèxic, envoltat per les muntanyes de la Sierra Nevada Mexicana. La ciutat va prosperar, i per mitjà de diverses aliances i guerres, en el segle xvi els asteques ja controlaven la major part dels pobles del centre i sud de Mèxic i nord de l'Amèrica Central. La seva llengua, el nàhuatl es va convertir en la lingua franca del seu imperi, i la capital Tenochtitlan, una de les ciutats més grans de l'època. El seu creixement va ser abruptament trencat per l'arribada dels espanyols i la conquesta.

## Conquesta i Virregnat

### Conquesta i colonització

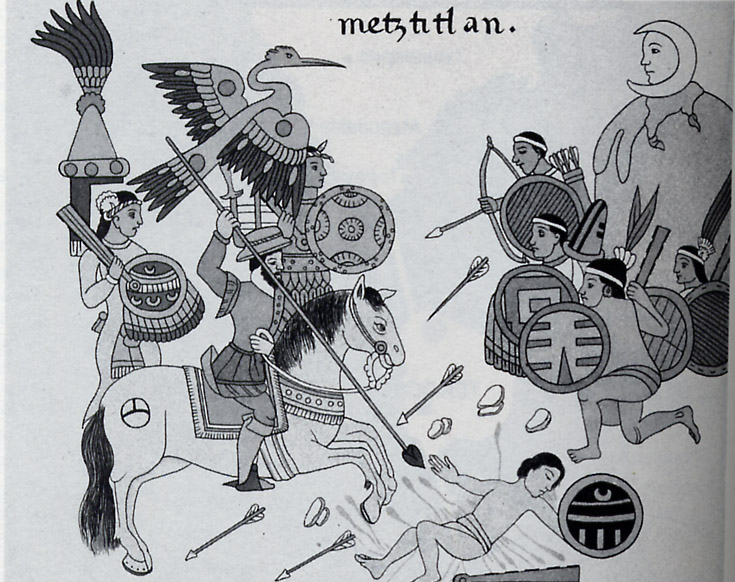
Caiguda de Tenochtitlan

Les cultures nadiues van ser envaïdes i conquerides per Espanya començant el 1519. Francisco Hernández de Córdoba va explorar les costes del sud-est de Mèxic el 1517, seguit per Juan de Grijalva el 1518 (avui, un riu mexicà porta el seu nom). El més important dels conquistadors fou Hernán Cortés qui va arribar al país el 1519 a un petit poble de la costa del Golf que va anomenar "Puerto de la Villa Rica de la Vera Cruz" (avui el Port de Veracruz).
Els asteques dominaven el país, i exigien el tribut de molts pobles no nahues de la zona, i fins i tot dels maies del Yucatán i de l'Amèrica Central. Segons la tradició asteca, Quetzalcoatl, una deïtat important mesoamericana retornaria el "ce-acatl" o any de canya. El calendari asteca estava dividit en períodes de 52 anys. L'any 52è era un any "ce-Àcatl", i el 1519 n'era un. Els asteques, sorpresos per les diferències físiques dels espanyols, pensaven que eren un poble enviats per aquest déu (i algú, potser, el déu mateix), i al començament no van resistir-los. Quan fou evident que no eren déus, van oposar-se. Després de ser derrotats en la primera batalla, els conquistadors finalment van assetjar la capital de l'imperi, Tenochtitlan, i van conquistar-la el 13 d'agost, 1521.
Tres factors importants van donar suport a la victòria espanyola. Primerament, els espanyols, encara que eren un grapat de soldats, tenien superioritat tecnològica que incloïa armes de foc i de metall, ballestes i cavalls. En segon lloc, desenes de milers (fins i tot en anys subsegüents, milions) d'indígenes van morir per les malalties del Món Antic, per a les quals els nadius no havien desenvolupat immunitat; aquestes malalties foren pandèmiques. Finalment, els espanyols van reclutar a diversos pobles subjugats pels asteques que esperaven ser lliurats de l'imperi donant suport als espanyols, principalment els tlaxcalteques. Aquests pobles van estar equivocats: van ser lliurats d'una religió sagnant que demanava sacrificis humans, però el domini espanyol també seria molt opressiu.
Per causa d'aquests tres factors, el poble original mexicà va ser gairebé exterminat: només 100 anys després de l'arribada dels espanyols, el 95% de la població indígena del país havia mort. Les causes principals van ser la violència i l'opressió, i la verola. Amb la conquista, però, un nou grup ètnic va néixer: els mestissos, el resultat dels matrimonis europeus amb indígenes, així com el naixement d'una nova cultura. Avui dia, a Mèxic, la data de la conquista és recordada com la data de la caiguda de l'imperi asteca i el dolorós naixement d'un nou poble, el poble mexicà.

### Virregnat

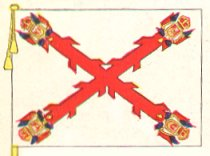
Bandera de la Nova Espanya

Després de la conquesta de l'Imperi Asteca per Hernán Cortés el 1521, aquest va prendre el control del govern de Mèxic, el repartiment de les terres als conquistadores i la colonització. No obstant això, els flagrants abusos dels conqueridors van obligar l'emperador Carles a instaurar el 13 de desembre de 1527 la Reial Audiència de Mèxic com a òrgan de govern i administració dels nous territoris i en va ser designat com a president Nuño Beltrán de Guzmán per rellevar Cortés en el govern de Nova espanya. Després de la seva dolenta administració, es va adoptar per un virregnat, amb la centralització del poder en el virrei, i el 17 d'abril de 1535 Antonio de Mendoza va ser nomenat primer virrei del Virregnat de Nova Espanya. A partir de llavors es va començar l'extensió dels territoris conquerits, originalment el centre-sud de Mèxic, cap a l'oest i al nord.
Durant el període colonial, de 1521 a 1810, Mèxic va ser conegut com a Nova Espanya, que incloïa els territoris actuals del país, a més de l'Amèrica Central llevat de Panamà, i diversos estats que avui formen part dels Estats Units. Les illes del Carib i les Filipines estaven sota la jurisdicció de la Nova Espanya. La major part de la terra era dominada pels hisendats espanyols i els seus descendents blancs. Els europeus dominaven completament la política i l'economia del Mèxic colonial. Després es trobaven els mestissos, i finalment els indígenes que havien sobreviscut. Nova Espanya, amb importants jaciments de plata, es va convertir en la colònia més important del Regne d'Espanya. Els reis borbons del segle xviii, en un intent de ressuscitar l'economia d'un imperi esgotat, van realitzar importants canvis que van beneficiar a la Nova Espanya. La colònia es va desenvolupar ràpidament, convertint-se en la més pròspera, i la més poblada, amb més de 6 milions d'habitants dels quals la meitat eren espanyols o criolls, i l'altra meitat mestissos i indígenes. Nova Espanya va proveir de 3/4 de tots els recursos obtinguts de totes les colònies de l'imperi espanyol.

## Seglexix: Mèxic independent

### Independència de Mèxic
Article principal: Independència de Mèxic
Les guerres d'independència van començar la nit del 15 de setembre, 1810, quan un mossèn catòlic crioll d'idees progressistes, Miguel Hidalgo y Costilla, va fer el famós "crit de la independència". Després de la invasió de Napoleó I a Espanya, els conservadors mexicans i els hisendats que donaven el seu suport a la família Borbó, es van oposar a les polítiques liberals franceses. Una aliança es va formar a Mèxic, per una banda els liberals que volien un Mèxic democràtic i republicà, i els conservadors, que volien un Mèxic governat per un monarca Borbó que restaurés l'statu quo.
L'exèrcit reialista (lleial al rei d'Espanya i, per tant, en contra de la independència) va dominar durant la major part de la guerra, i es va fer d'un nou suport amb el retorn del rei Borbó al tron espanyol. El 1820 la major part de Llatinoamèrica havia assolit la independència, llevat de Mèxic, les forces d'independència del qual estaven esgotades. Però, amb l'adopció de la constitució de Cadis, a Espanya el 1820, i la proclamació de noves polítiques liberals, els reialistes (conservadors), encapçalats per Agustín de Iturbide, es van unir a les forces republicanes, encapçalades per Vicente Guerrero. Finalment el 1821, el virrei de la Nova Espanya, Joan O'Donojú i Agustín de Iturbide van ratificar el "Pla d'Iguala", i Mèxic es va convertir en una nació independent. Cal esmentar que el propòsit dels conservadors era mantenir l'statu quo de la Nova Espanya, que era amenaçat per les noves lleis liberals d'Espanya.

### Primer Imperi
Vegeu també els articles: Agustí I de Mèxic i Imperi Mexicà
Amb els conservadors en el poder, Mèxic es va convertir en una monarquia parlamentària, i es va convidar a un monarca europeu, de preferència de la família Borbó, a prendre el tron de l'Imperi Mexicà. Cap monarca no acceptaria, i per petició del Parlament mexicà, Agustín de Iturbide es va proclamar el Primer Emperador de Mèxic. L'estatus del país no va canviar, a més l'economia havia estat severament danyada per 11 anys de guerra, i per tant, les forces republicanes es van fer del suport ciutadà. El 1823, les forces republicanes van prendre el control de la capital, van establir un congrés constituent, i el 1824 van néixer els Estats Units Mexicans; una federació d'estats units en un govern republicà. L'Amèrica Central, però, llevat de la província de Chiapas, es va separar de Mèxic després de la dissolució de l'imperi. Chiapas va decidir romandre com a territori mexicà per referèndum, i va ser admès com un estat més de la federació.

### República: federalisme vs centralisme

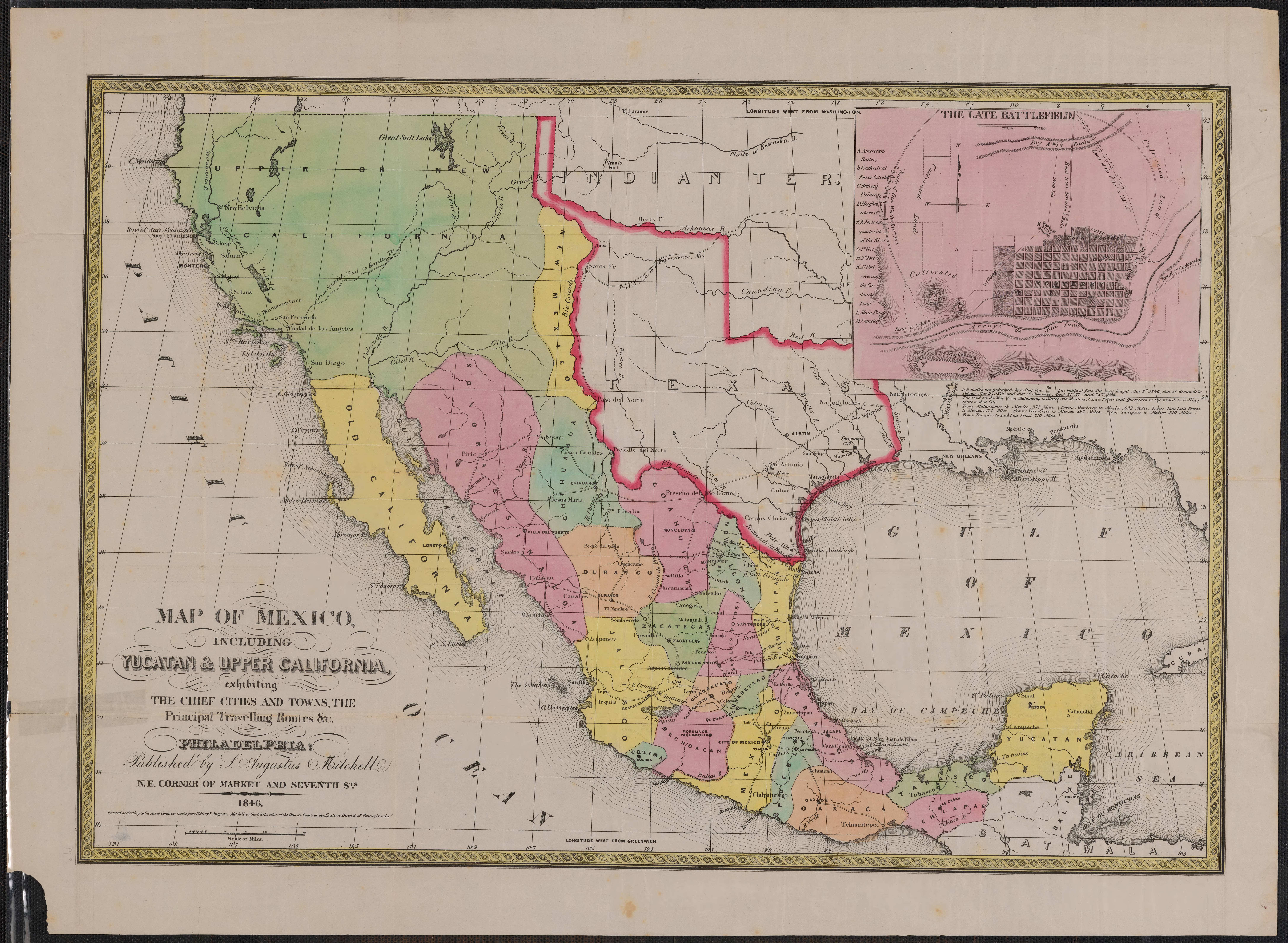
Mèxic després de la independència de Texas

La nova nació republicana, però, va viure dècades d'inestabilitat. Els conservadors, constituïts llavors com un partit polític, es van oposar a les mesures liberals dels republicans. A més, el poder de l'Església Catòlica va ser amenaçat per les reformes liberals, i per tant, van donar el seu suport, i fins i tot, dels seus recursos, als conservadors i a llurs forces. Una figura important d'aquest període va ser Antonio López de Santa Anna. Amb tendències conservadores, va limitar l'autonomia dels estats en diverses ocasions, i fins i tot, va derogar la constitució i va dissoldre la federació, convertint-la en una república centralista dividida en províncies.
Per altra banda, el govern mexicà volia poblar els estats del nord, i va permetre l'entrada d'immigrants nord-americans a l'estat de Texas. Els immigrants havien de jurar lleialtat al govern mexicà, i professar la religió catòlica. Però, arran de les polítiques centralistes de Santa Anna, els nord-americans que s'hi havien establert van aprofitar el pretext dels reclams per autonomia per declarar la independència de Mèxic, el 1836. Amb el suport d'altres nord-americans, encapçalats per Samuel Houston (qui no va néixer a Texas, i fins i tot, no n'era resident), van derrotar l'exèrcit mexicà. Texas es va independitzar de Mèxic el 1836 i es va conformar com una república independent. Santa Anna havia condicionat la independència de Texas a la no-adhesió de l'estat a la federació nord-americana, potser, esperant que es reincorporés a la federació mexicana en el futur.

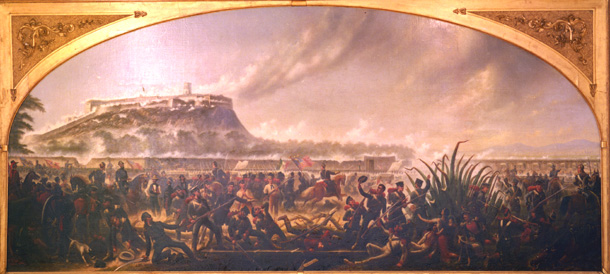
La Batalla de Chapultepec

Altres estats de la federació també van rebel·lar-se, ja que volien la re-instauració d'un sistema federal que respectés llur autonomia, com ara Yucatán al sud i Nuevo León, Coahuila i Tamaulipas al nord. Yucatán va derrotar les forces de Santa Anna, creant la República de Yucatán, però, dos anys després es va reincorporar a la federació quan Santa Anna es va comprometre a respectar l'autonomia dels estats de la federació. Al nord, els tres estats volien crear la República del Río Grande, però, les seves forces van ser derrotades per l'exèrcit de Santa Anna, i es van reincorporar al país.
El 1846, aprofitant una confusió quant als límits territorials de l'estat de Texas que havia estat incorporat a la federació nord-americana, els Estats Units van envair Mèxic en la Intervenció Nord-americana, a la fi de la qual van prendre un terç del territori mexicà, incloent-hi els estats de Califòrnia, Arizona, Nou Mèxic, Colorado, Utah i Nevada. La batalla més famosa va ser la Batalla de Chapultepec, aleshores, el centre militar de Mèxic, on 13 soldats joves, coneguts com los niños héroes, "els nens herois", segons la tradició, van lluitar valerosament.

### La Reforma

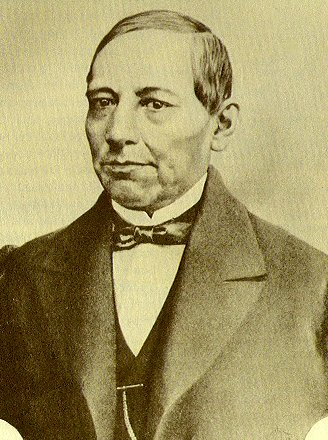
Benito Juárez

El 1855, Ignacio Comonfort, el líder dels moderats, va ser elegit president. Els moderats intentaven unir als conservadors i els liberals. Durant la seva presidència, es va redactar una nova constitució, la qual va afirmar el govern federalista de Mèxic, i l'autonomia dels estats, però, va retenir la majoria dels enormes privilegis econòmics de l'Església Catòlica, la qual controlava 3/4 parts de la terra llaurable del país (la qual va ser anomenada tierra de manos muertas, "terra de mans mortes", ja que era terra productiva que no es podia llaurar). Així i tot, declarava la llibertat de culte. Benito Juárez, president del tribunal suprem, va publicar diverses lleis liberals, conegudes com a "Lleis de Reforma", que limitaven el poder de l'església catòlica i ordenaven la venda de les terres de mans mortes per donar-les als camperols. Aquestes reformes no van ser acceptades pel clergat i els conservadors. Comonfort, Juárez i altres membres del gabinet van ser excomunicats, i es va declarar la Guerra de Reforma de 1857 a 1861, la qual polaritzaria a la nació. Molts moderats es van aliar als liberals, convençuts que el poder de l'Església havia de disminuir. La guerra va terminar amb la victòria dels liberals, i Benito Juárez va ser elegit president de la nació, el primer president indígena a governar una nació d'Amèrica.

### Intervenció francesa i el Segon Imperi Mexicà
Després de dècades de guerres internes i externes, l'economia nacional estava en crisi, i Benito Juárez va declarar el cessament temporal dels pagaments del deute extern. Espanya, el Regne Unit i França van enviar llurs exèrcits a les costes mexicanes, per a pressionar al govern mexicà. Juárez es va comprometre a fer els pagaments, i els exèrcits espanyols i britànics es van retirar, però no pas el francès. Amb el suport dels conservadors mexicans i el clergat, que volien reinstaurar el sistema monàrquic, França va envair Mèxic. Encara que els francesos van ser derrotats en la batalla de Puebla el 5 de maig, 1862, les forces franceses van retornar l'any següent, i aquesta vegada van prendre el control del país amb els conservadors mexicans, i el govern monàrquic va ser establert. L'arxiduc Maximilià d'Habsburg va ser coronat com a emperador "Maximilià I de Mèxic". Maximilià, però, va tenir idees molt liberals, i volia la creació d'un congrés democràtic que compartís el poder amb el monarca. Aquestes i altres mesures liberals van sorprendre els conservadors. A més, Maximilià va oferir l'amnistia als liberals republicans. Benito Juárez, president abans de la invasió, no acceptaria cap amnistia, ja que considerava el govern monàrquic una invasió i imposició estrangera, va lluitar en contra dels invasors, i el 1867 l'exèrcit republicà va guanyar el control del país, i es va restaurar el govern republicà.
Amb la restauració del govern republicà, es van proclamar noves lleis, per tal d'acabar amb el poder excessiu del clergat i de l'església, que havia donat el suport a la invasió. Aquestes lleis confiscaven les terres mortes de l'Església, establien el matrimoni civil, prohibien la participació del clergat en la política de l'estat, i abolien els monestirs.

### República restaurada i El Porfiriato: ordre i progrés

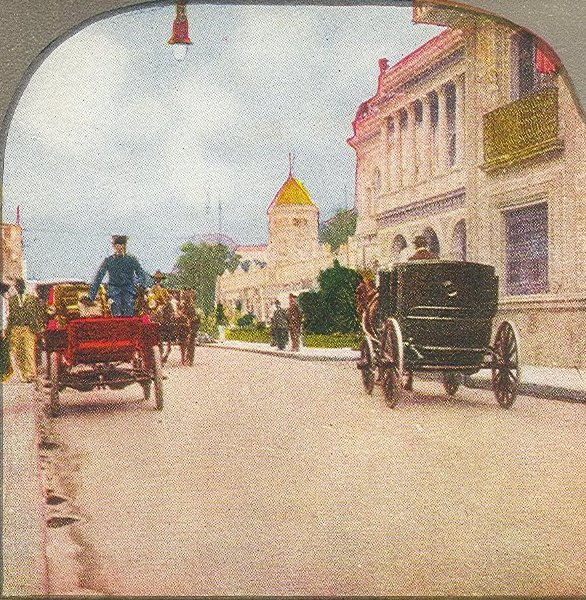
Carrer de Mèxic, 1905

Benito Juárez volia reelegir-se per tercera vegada consecutiva, però va morir el 1872. Un dels generals amb més suport, i amb tendències modernistes, encara que una mica conservadores, fou Porfirio Díaz, qui va ser electre president de 1876 a 1880; i després, es va reelegir 5 vegades més, i va governar de 1884 a 1911. El govern de Díaz volia emular als països europeus; per tant, va convidar als immigrants, principalment d'Itàlia i Espanya a establir-se al país, i va promoure la inversió estrangera, la ciència i les arts. La inversió estrangera va permetre el desenvolupament de la indústria petroliera així com la construcció d'un extens i eficient sistema ferroviari. Amb aquestes polítiques, Mèxic va experimentar un impressionant creixement econòmic, i un període de pau relativa, conegut com "El Porfiriato" o "Pax Porfiriana".
No obstant això, la classe alta en va ser l'única beneficiada, mentre milers de camperols seguien vivint en pobresa extrema. A més, la inversió estrangera era promoguda per mitjà de salaris laborals massa baixos, la qual cosa va produir una greu divisió social: un grup petit d'inversors (nacionals i estrangers) eren rics, però la majoria del poble, principalment els indígenes, va romandre en la pobresa. A més, per a ser reelegit Díaz va recórrer a la repressió dels opositors. La desigualtat social, així com la insistència del president a reelegir-se per cinquena ocasió, van provocar manifestacions socials i el començament de la Revolució Mexicana.

## Segle XX

### Revolució Mexicana
Vegeu també l'article Revolució Mexicana

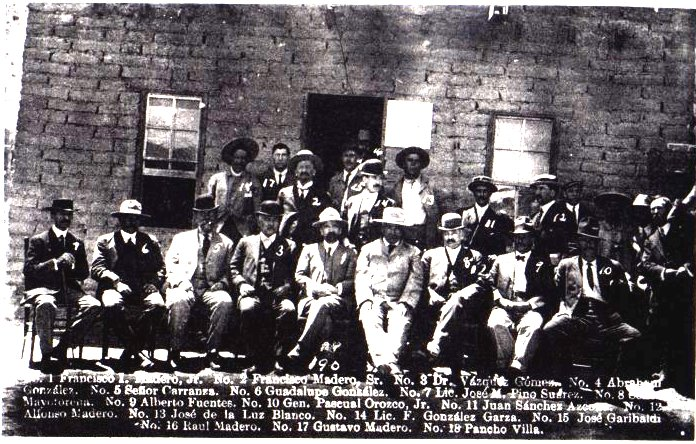
Fotografia de la Revolució 1911

El 1910, Díaz, amb 80 anys, va postular-se com a candidat per a reelegir-se com a president. Pensava que havia eliminat cap mena d'oposició seriosa a Mèxic, però, les idees liberals i socialistes estaven atraient a un gran nombre de persones. Un d'ells, Francisco I. Madero es va postular com a candidat d'oposició, va prometre importants canvis laborals, i es va fer del suport del poble sota el lema "Sufragi efectiu, no reelecció". Díaz el va empresonar.
Els resultats oficials van declarar que Díaz havia guanyat gairebé per unanimitat; Madero rebia només uns cents de vots de tot el país. El frau era massa obvi, i les manifestacions violentes van esclatar. Madero va preparar un document, conegut com el Pla de San Luis Potosí, cridant al poble a aixecar-se en contra del govern autoritari de Díaz, el 20 de novembre, 1910.
Madero, estava exiliat a San Antonio, Texas, però el pla es va realitzar. L'exèrcit federal va ser derrotat per les forces revolucionàries, i el 1911 Díaz va renunciar i es va exiliar a França, on va morir el 1915. Madero va ser elegit president el 1911. Les reformes liberals i socialistes que promovia, però, afectaven els interessos dels inversors estrangers, principalment dels Estats Units. El cap de l'exèrcit, Victoriano Huerta, amb el suport de l'ambaixador nord-americà, va realitzar un cop d'estat, va assassinar al president Madero, i es va fer president de la nació. Els revolucionaris, que tenien diferents objectius, van respondre amb insurreccions, i la lluita armada va continuar per molts anys més. Emiliano Zapata va dirigir les forces del sur, Pancho Villa, i Venustiano Carranza al nord. Carranza, però, volia aturar la guerra, unint les diverses idees revolucionàries. El seu exèrcit, l'exèrcit constitucionalista, va rebre el suport dels altres revolucionaris, i finalment el 1917 va acabar oficialment la Revolució Mexicana.
Carranza va formar un congrés constituent, i es va escriure una nova constitució, encara vigent, promulgada el 5 de febrer, 1917. Aquesta constitució seria la primera constitució socialista del món, la primera a reconèixer els drets dels treballadors, i la més moderna de la seva època.

### Període post-revolucionari i la Guerra Cristera
La nova constitució, i les idees revolucionàries volien finalment reduir la influència de l'Església Catòlica sobre la política del país, establir l'educació laica, millorar les condicions laborals, instituir els drets civils de les dones, abolir les grans hisendes (que abastaven gairebé estats sencers), fer el repartiment de terres als camperols, i expropiar els recursos naturals (miners i petroliers) que estaven en mans dels estrangers. El 1929 les diverses faccions revolucionàries finalment s'unirien en un partit polític, el Partit Nacional Revolucionari, el predecessor de l'actual Partit Revolucionari Institucional (PRI).
Les lleis anticlericals, a més de promoure l'educació gratuïta i completament laica en mans de l'estat i no pas de l'església, van realitzar l'expropiació de totes les propietats de l'església, i per tal de reduir la seva influència en la política, els sacerdots i el clergat perdien el dret al vot, i el dret a ser elegits per a cap càrrec públic, i no podien involucrar-se ni donar opinions sobre política. L'estat, amb la constitució de 1917 es declarava completament laic. Els conservadors catòlics van reaccionar, i el clergat va excomunicar als liberals, i es van oposar fins i tot a oficiar missa a cap església del país. El president va romandre ferm en la seva decisió de respectar la constitució i les lleis laiques, i les manifestacions van ser cada vegada més violentes, i el president no va dubtar pas a enviar l'exèrcit per a establir la pau. Aquest període va ser conegut com la "Guerra cristera". Amb la decisió de respectar les lleis anticlericals, Mèxic es convertiria en el primer país completament laic d'Iberoamèrica, i dels pocs que no requereixen que el president de la nació sigui catòlic i que no donen cap recurs econòmic a l'Església.

### Miracle Mexicà
Les reformes liberals, i la fi de la Guerra Cristera i dels conflictes entre els líders revolucionaris, van permetre el ràpid desenvolupament econòmic i social del país. L'impressionant creixement econòmic de Mèxic, de 1930-1975 va ser conegut com el "Miracle Mexicà". Durant aquest període es van crear institucions importants, com ara l'Institut de Seguretat Social i la Confederació de Treballadors Mexicans.
El 1934 va ser elegit Lázaro Cárdenas, potser el president mexicà més admirat i estimat del segle xx. Continuant amb les tendències socialistes de la Revolució, va nacionalitzar la indústria petroliera el 1938, la indústria elèctrica, va crear l'Institut Politècnic Nacional (una universitat gratuïta), va oferir asil polític a tots els espanyols expatriats de la Guerra Civil espanyola, va realitzar una reforma en la distribució de la terra als camperols (distribució de terra gratuïta, i la creació del concepte de l'"ejido"), va establir el sistema de distribució de llibres de text escolars gratuïts (encara vigent en espanyol i en llengües ameríndies), així com altres polítiques que van promoure el desenvolupament econòmic de Mèxic.
Per això el PRI va gaudir del complet suport ciutadà durant aquest període, principalment dels obrers i camperols. Però, dos elements negatius van marcar aquest progrés. Primerament, el creixement econòmic no va igualar el sorprenent creixement demogràfic del país, la qual cosa provocaria seriosos problemes la dècada de 1970. En segon lloc, el PRI va aprofitar el seu poder polític, i no va permetre el ple desenvolupament democràtic de Mèxic, i va recórrer en nombroses ocasions al frau electoral, corrupció i a la repressió democràtica.
El desenvolupament econòmic i social va permetre que Mèxic fos elegit com a seu per als Jocs Olímpics de 1968, un esdeveniment que marcaria el grau de desenvolupament que havia assolit la nació; Mèxic és l'únic país de Llatinoamèrica que n'ha estat seu. Aquest mateix any, però, la creixent classe social mitjana, va demanar canvis el sistema democràtic i econòmic del país. Dies abans del començament del Jocs Olímpics milers de persones es van manifestar a diverses places de la ciutat de Mèxic, principalment estudiants universitaris. El president d'aleshores, Gustavo Díaz Ordaz, que temia que s'involucressin grups guerrillers comunistes, com havia ocorregut a altres nacions de Llatinoamèrica, la nit del 2 d'octubre, 1968 va enviar a l'exèrcit mexicà a reprimir les manifestacions. La violència va esclatar a la Plaça de Tlatelolco, en allò que la societat ha anomenat la "Massacre de Tlatelolco" (en referència a un llibre homònim escrit per Elena Poniatowska que relatava els successos) i en què desenes de joves moririen o desapareixerien.

### L'engany petrolier i el col·lapse econòmic

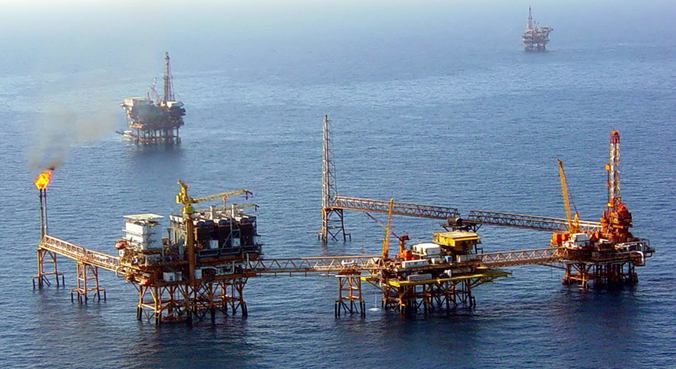
Plataformes petrolieres de Mèxic

Amb nombrosos jaciments petroliers (Mèxic és un dels cinc productors de petroli més grans del món), i amb els preus del petroli incrementant-se, els presidents de la dècada de 1970 van realitzar inversions, finançades per deute, en aquest sector que pertany al govern, per tal d'obtenir recursos per a promoure un major creixement econòmic. Però, amb una dolenta administració de les despeses públiques, el peso mexicà, que havia estat la divisa més estable de Llatinoamèrica es va devaluar en diverses ocasions.
Amb una caiguda abrupta dels preus del petroli i un increment de les taxes d'interès mundials, en conjunció amb la dolenta administració pública, el 1982 Mèxic va declarar el cessament del pagament del deute extern, la qual cosa va provocar, aleshores, la pitjor crisi econòmica. Les polítiques del FMI, van produir més devaluacions del peso mexicà, per tal que Mèxic "complís" correctament amb els pagaments del deute. La dècada de 1980 avui és coneguda com la "dècada perduda" en termes econòmics.

### El desvetllament democràtic
L'ambient polític i democràtic de Mèxic va començar a canviar el començament de la dècada dels vuitanta. El país estava experimentant un descontentament amb els governs successius del Partit Revolucionari Institucional (PRI), i el seu enorme poder polític. Algunes figures prominents d'aquest partit se'n van separar, com ara Cuauhtémoc Cárdenas. Mèxic estava experimentat una grau crisi econòmica, causada per errors administratius, i sobretot per la crisi petroliera mundial. El Terratrèmol de Mèxic de 1985, un dels més forts de la història de Mèxic, on van morir més de 10.000 persones (30.000 segons altres estimacions), va sacsejar a la societat: el govern va donar una resposta massa tard i inadequada, raó per la qual la societat mateixa va organitzar reeixidament les taques de rescat, dirigides per intel·lectuals d'esquerra prominents del país. Aquest esdeveniment va representar un desvetllament de la consciència ciutadana i de la necessitat d'un canvi.
Per a les eleccions presidencials de 1988, Cuauhtémoc Cárdenas, fill de l'expresident Lázaro Cárdenas, es va postular com a candidat d'oposició. Cuauhtémoc es va convertir ràpidament en una figura molt popular, i va guanyar la simpatia de gran part del poble, sobretot d'aquells que volien un govern veritablement social-demòcrata. Per primera vegada en la història del segle xx de Mèxic, Cuauhtémoc va ser el primer candidat d'oposició a omplir el Zócalo, la plaça principal del país, amb simpatitzants.
El dia de les eleccions, el 6 de juliol del 1988, el sistema de còmput "va caure" i, encara que certs sondejos i enquestes declaraven que Cárdenas era el guanyador, el candidat del PRI, Carlos Salinas de Gortari, va ser oficialment declarat guanyador per la Secretaria de Governació, l'institut que estava encarregat del procés electoral. Encara que aquestes eleccions són molt controvertibles, i alguns declaren que el candidat del PRI guanyaria legalment, l'expressió se cayó el sistema, es va convertir en una frase col·loquial per referir-se al frau electoral.
Cárdenas gaudia de la simpatia del poble. Es van organitzar marxes amb milers de persones encapçalades per Cárdenas mateix. Fins i tot, els candidats del Partit Acció Nacional (PAN), Manuel Clouthier, i Rosario Ibarra, del Partit Revolucionari dels Treballadors, es van unir a les marxes pro-democràcia organitzades per Cárdenas i els seus seguidors. Però, cercant una solució pacífica, Cárdenas va decidir crear un nou partit polític d'esquerra, el Partit de la Revolució Democràtica. Mentrestant, a altres regions del país, els partits d'oposició començaren a guanyar les eleccions locals o estatals; l'estat de Baixa Califòrnia en seria el primer a ser governat per un partit d'oposició el 1989.
Carlos Salinas, però, va ser el primer d'una nova onada de presidents economistes. Orientat cap al neo-liberalisme, va controlar la inflació del país, va reestructurar el deute extern, va crear l'Institut Federal Electoral com a institució independent i governada per ciutadans, va promoure la inversió estrangera i el lliure comerç, va terminar amb les lleis anti-clericals, i va signar el NAFTA amb els Estats Units i el Canadà. Amb l'estabilitat i el creixement econòmic, Mèxic va ser admès a l'OCDE el 1994. Malgrat la controvèrsia de les eleccions que el van fer guanyador, amb el creixement econòmic que Mèxic va experimentar per primera vegada en més d'una dècada, Carlos Salinas, va guanyar reputació i suport dintre i fora del país, i va donar un nou vigor al PRI, que va guanyar les eleccions presidencials de 1994 que serien aleshores reconegudes com les més transparents de la història del país.

### La crisi de 1994 i la transició política
Amb l'aixecament armat de l'Exèrcit Zapatista d'Alliberament Nacional (EZLN, en castellà), i els assassinats del candidat del PRI per a les eleccions presidencials de 1994 Luis Donaldo Colossio, i del Procurador General de Justícia Francisco Ruiz-Massieu, els inversors van dubtar de l'estabilitat política i econòmica del país, la qual cosa va provocar la sortida de capitals i d'inversió indirecta. El desembre de 1994, el nou president, Ernesto Zedillo, sense poder controlar més la situació, va devaluar el peso mexicà, i el país es va enfonsar en la pitjor crisi econòmica de la seva història. El PRI, i l'ex president Salinas van ser severament criticats com a causants de la caiguda econòmica. El 1997, per primera vegada des de la Revolució Mexicana, el PRI va ser minoria a la Cambra de Diputats, i finalment el 2000 va perdre les eleccions presidencials, on el guanyador va ser Vicente Fox, del Partit Acció Nacional, el primer president d'oposició a governar el país des de 1929.

## Mèxic del segle XXI i la integració de Nord-amèrica

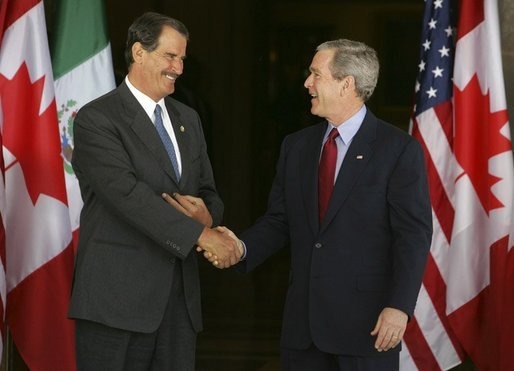
President Vicente Fox i George Bush

Les eleccions presidencials del 2000, quan el candidat del PRI va perdre per primera vegada en més de 70 anys, han marcat la història de la política i la democràcia a Mèxic, atès que serien la primera transició política a nivell federal, i han consolidat l'Institut Federal Electoral (IFE) com a òrgan independent i transparent.
Arran de les reformes econòmiques d'Ernesto Zedillo, i de l'estabilitat promoguda pel govern de Fox, Mèxic es va consolidar con un país de renda mitjana-alta, amb la renda per capita més alta de Llatinoamèrica. Des de la crisi de 1994, l'economia no ha experimentat cap devaluació de la moneda, i la inflació ha estat controlada, i es troba en els nivells més baixos de la història del país. Però, amb una forta oposició en el Congrés (el 2003 el PRI recuperaria la majoria, que no pas absoluta de la Cambra de Diputats), Fox no va poder realitzar les reformes energètica i fiscals necessàries per al creixement econòmic accelerat. La recessió dels Estats Units el 2001 va afectar l'economia mexicana, la qual també experimentaria un període de recessió el mateix any.
Diversos economistes de Nord-amèrica han proposat l'enfortiment de les relacions trilaterals amb la creació d'una Comunitat Nord-Americana. No obstant això, després dels atacs de l'11 de setembre, 2001 als Estats Units, aquest país va endurir les polítiques migratòries afectant el Canadà i Mèxic. El 23 de març, 2005, els presidents del Canadà, Estats Units i Mèxic van signar la Societat de Seguretat i Prosperitat de Nord-amèrica (SPP), una integració molt més restringida del que esperaven.
Les eleccions presidencials del 2006 van ser les més competides de la història del país. El candidat d'esquerra, Andrés Manuel López Obrador, ex alcalde de la ciutat de Mèxic, va obtenir només 0,56% menys dels vots que el candidat oficialista, Felipe Calderón.
En les Eleccions federals de Mèxic de 2018, encapçalant la coalició Juntos Haremos Historia com a candidat a la Presidència, López Obrador va guanyar obtenint el 53% dels vots, amb un programa més pragmàtic i conciliador, fent un vot de càstig per la inseguretat i corrupció, i beneficiant-se de la pugna entre el Partit Revolucionari Institucional i el Partit Acció Nacional. Les polítiques governamentals de López Obrador, la Cuarta Transformación es dirigiren a combatre la corrupció, generació d'un estat del benestar i pacificació del país amb l'aprovació de vuit reformes a la constitució de Mèxic i 59 a diferents lleis, codis i reglaments. Sobresurten, per la seva transcendència, amplitud i polèmica generada, les reformes per confiscar els béns patrimonials d'il·legítima procedència o derivats de delictes, com la corrupció i la delinqüència organitzada, la presó preventiva d'ofici, la creació de la Guàrdia Nacional, la nova reforma educativa, paritat de gènere en càrrecs públics, l'acotament al fur del president de la república, el reconeixement constitucional als pobles afromexicans, i la que estableix el caràcter vinculant de les consultes populars i la revocació de mandat.